# Gąbin (gromada)
Gąbin (do 28 II 1956 Bielikowo) – dawna gromada, czyli najmniejsza jednostka podziału terytorialnego Polskiej Rzeczypospolitej Ludowej w latach 1954–1972.
Gromady, z gromadzkimi radami narodowymi (GRN) jako organami władzy najniższego stopnia na wsi, funkcjonowały od reformy reorganizującej administrację wiejską przeprowadzonej jesienią 1954 do momentu ich zniesienia z dniem 1 stycznia 1973, tym samym wypierając organizację gminną w latach 1954–1972.
Gromadę Gąbin z siedzibą GRN w Gąbinie utworzono 29 lutego 1956 w powiecie gryfickim w woj. szczecińskim w związku z przeniesieniem siedziby gromady Bielikowo z Bielikowa do Gąbina i zmianą nazwy jednostki na gromada Gąbin.
Gromadę zniesiono 31 grudnia 1959, a jej obszar włączono do znoszonych gromad Gołańcz Pomorska (miejscowości Gąbin, Mirosławice i Lewice) i Dargosław (miejscowości Żukowo i Bielikowo) w tymże powiecie.